# Залісовський
Залі́совський (рос. Залесовский) — селище у складі Кетовського району Курганської області, Росія. Входить до складу Колташевської сільської ради.
Населення — 320 осіб (2010, 305 у 2002).